# 南国サービスエリア
南国サービスエリア（なんごくサービスエリア）は、高知県南国市岡豊町小蓮にある高知自動車道のサービスエリアである。

## 概要

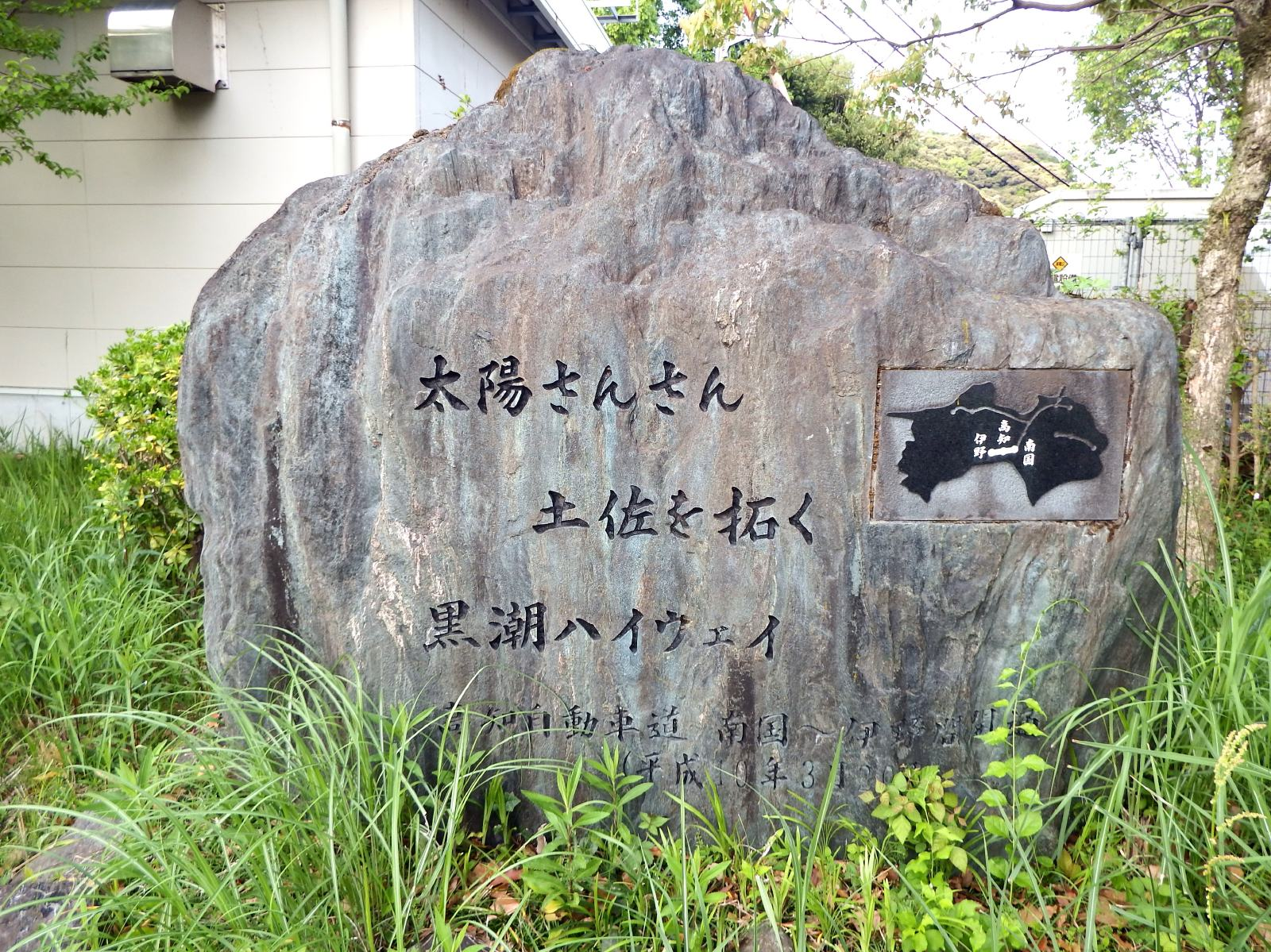
上り線にある開通記念碑

高知自動車道唯一のSAである。南国市およびICの名称は「なんこく」であるが、SAの名称は「なんごく」である。上り線下り線とも施設はウェルカムゲートを介して高知県道384号北本町領石線などの一般道路からも利用可能である。

## 施設

### 上り線（川之江方面）
- 駐車場
  - 大型20台
  - 小型63台
  - 二輪4台
  - トレーラー3台
  - 車椅子用 有り
- トイレ
  - 男性 大4（和式1・洋式3）・小8
  - 女性 17（和式1・洋式16）
  - 車椅子用 1
- ガソリンスタンド（ENEOS（ENEOSウイング）7:00 - 19:00/セルフ式）
  - 以前は太陽石油（(財)ハイウェイ交流センター→西日本高速道路サービス・ホールディングス）だった。
- 給電スタンド（24時間）
- レストラン（エリエールフーズ：11:00 - 21:00、ラストオーダー20:30）
- スナック（エリエールフーズ：7:00 - 22:00）
- ショッピング（エリエールフーズ：7:00 - 22:00）
- 自動販売機
- 携帯電話充電器（7:00 - 22:00）
- インフォメーション・FAXサービス（9:00 - 17:00）

### 下り線（高知方面）
- 駐車場
  - 大型20台
  - 小型61台
  - 二輪4台
  - トレーラー3台
  - 車椅子用 有り
- トイレ
  - 男性 大4（和式1・洋式3）・小8
  - 女性 17（和式1・洋式16）
  - 車椅子用 1
- 給電スタンド（24時間）
- スナック（エリエールフーズ：6:00 - 21:00）
- ショッピング（エリエールフーズ：6:00 - 21:00）
- ドッグラン
- 自動販売機
- 携帯電話充電器（6:00 - 21:00）
- インフォメーション・FAXサービス（9:00 - 17:00）

## 隣
E32 高知自動車道
(10) 南国IC - 南国SA - (11) 高知IC